# Xylophagaidae

Xylophagaidae é uma família de moluscos bivalves do mar profundo, semelhantes aos teredos.

## Lista de gêneros
A família Xylophagaidae contém sete gêneros:
- Abditoconus Voight, 2019
- Feaya Voight, 2019
- Spiniapex Voight, 2019
- Xylonora Romano, 2020
- Xylophaga W. Turton, 1822
- Xylopholas RD Turner, 1972
- Xyloredo RD Turner, 1972